# Зінов'єв Митрофан Іванович
Митрофа́н Іва́нович Зіно́в'єв (нар.15 січня 1850, Воронеж — пом.1919, Глинськ) — український художник, педагог.

## Життєпис

### Родина
Народився в сім'ї губернського секретаря. Батько його рано помер, і матері, до шлюбу Легран, уродженці Франції, довелось самій виховувати трьох синів.

### Навчання
Після закінчення гімназії поїхав до Москви, а потім у Петербург, працював художником-фотографом в ательє Берґамоса. Берґамос звернув увагу на його здібності та порекомендував вступити навчатися в Академію мистецтв. В 1871 році Зінов'єв став студентом. За роки навчання нагороджений чотирма срібними медалями. Будучи студентом, він пише одну із найкращих своїх робіт — «Пильщик», котра довгі роки сприймалась за роботу І. М. Крамського. Нині вона зберігається в Російському музеї в Санкт-Петербурзі. Під час навчання він часто виїжджав на Волгу писати етюди, а в Україну — в село Глинськ (нині Сумська область). Тут він зустрів свою майбутню дружину.

### Життя в Петербурзі
Проживаючи в Петербурзі, вони з дружиною щорічно бували в Глинську, де у них був будинок. Під час подорожей він робив багато знімків, на основі яких потім взимку малював картини. Писав пейзажі та сцени із селянського життя. У 1870–1880 роках селянська тема була головною в його творчості. Друкував свої малюнки в журналах «Пчела», «Нива», «Ласточка», був співробітником «Живописного обозрения». У 1880-х роках проілюстрував твори М. В. Гоголя «Сорочинський ярмарок» та «Вечір напередодні Івана Купала», Г. П. Данилевского «Святкова легенда», Т. Г. Шевченка «Гайдамаки», О. І. Островского «Гроза».

### Педагогічна праця
Після закінчення Академії мистецтв був скерований на роботу в Золотоношу. Чи працював за місцем призначення — невідомо. В історичних джерелах як викладач Каліграфії та Малювання з'являється лише в 1896–1897 навчальному році в чоловічій гімназії міста Златополя. Але княгиня М. Н. Щербатова, котрій належав маєток у селі Терни, що недалеко від Сум, запрошує його учителем малювання для своїх дітей. Надалі вона сприяє йому отримати місце викладача Каліграфії та Малювання спочатку в Сумській Олександрівській гімназії в 1897–1904 навчальних роках, а згодом в 1903–1907 навчальних роках в Сумському кадетському корпусі.
Найвищим наказом від 11 травня 1903 року підвищується з колезького асесора в надвірні радники виконавець обов'язків штатного викладача Сумського кадетського корпусу Зінов'єв з 19 серпня 1900 року.

### Творчий доробок
Нині, декілька картин М. І. Зінов'єва зберігаються в Третьяковській галереї, Російському музеї, музеях міст Харкова та Сум, у приватних колекціях.

### Останні роки життя
В 1912 р. Митрофан Іванович назовсім переїхав у Глинськ, де і помер. Похований у саду біля свого будинку.

## Відомі роботи

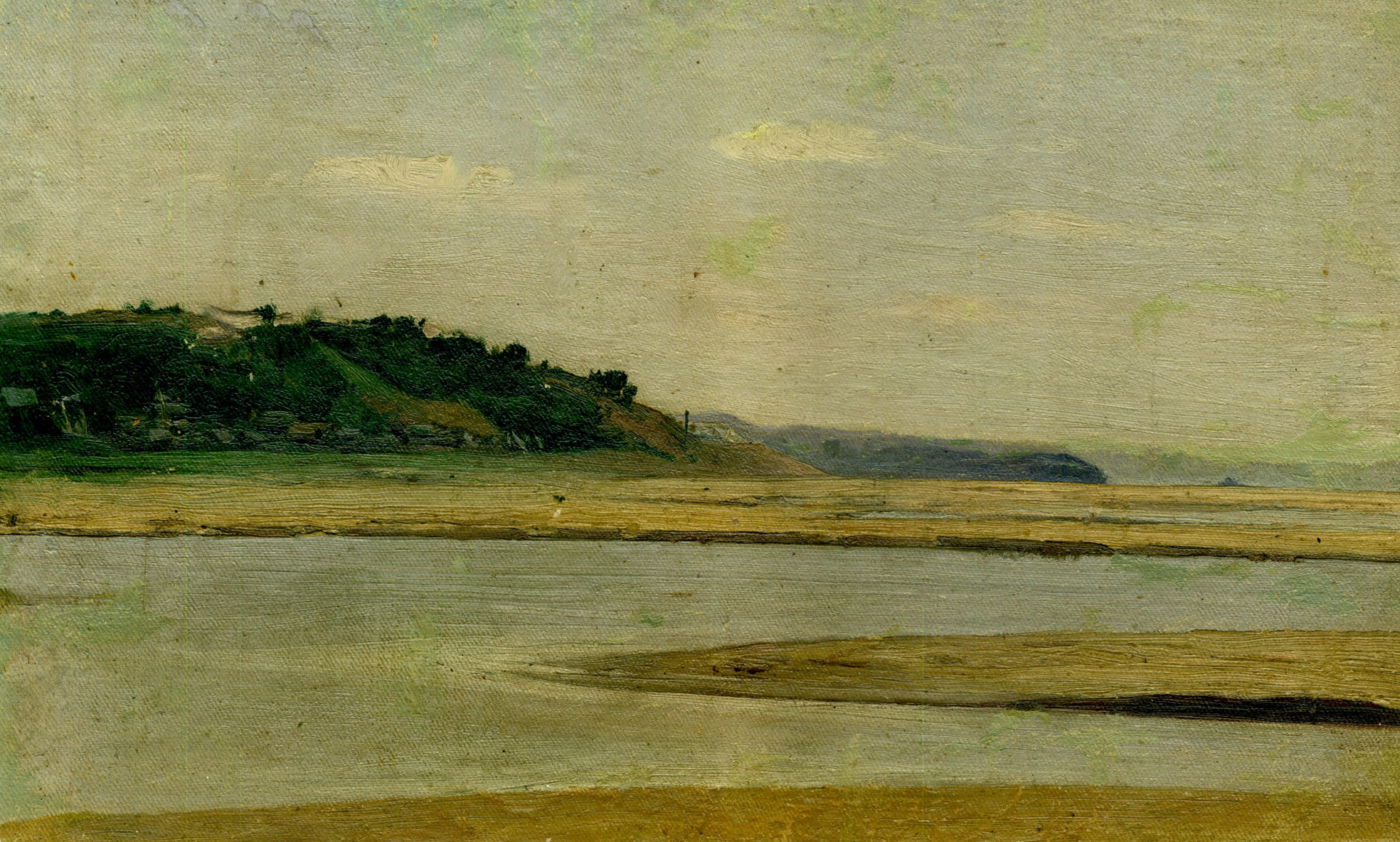
«Волзький етюд».
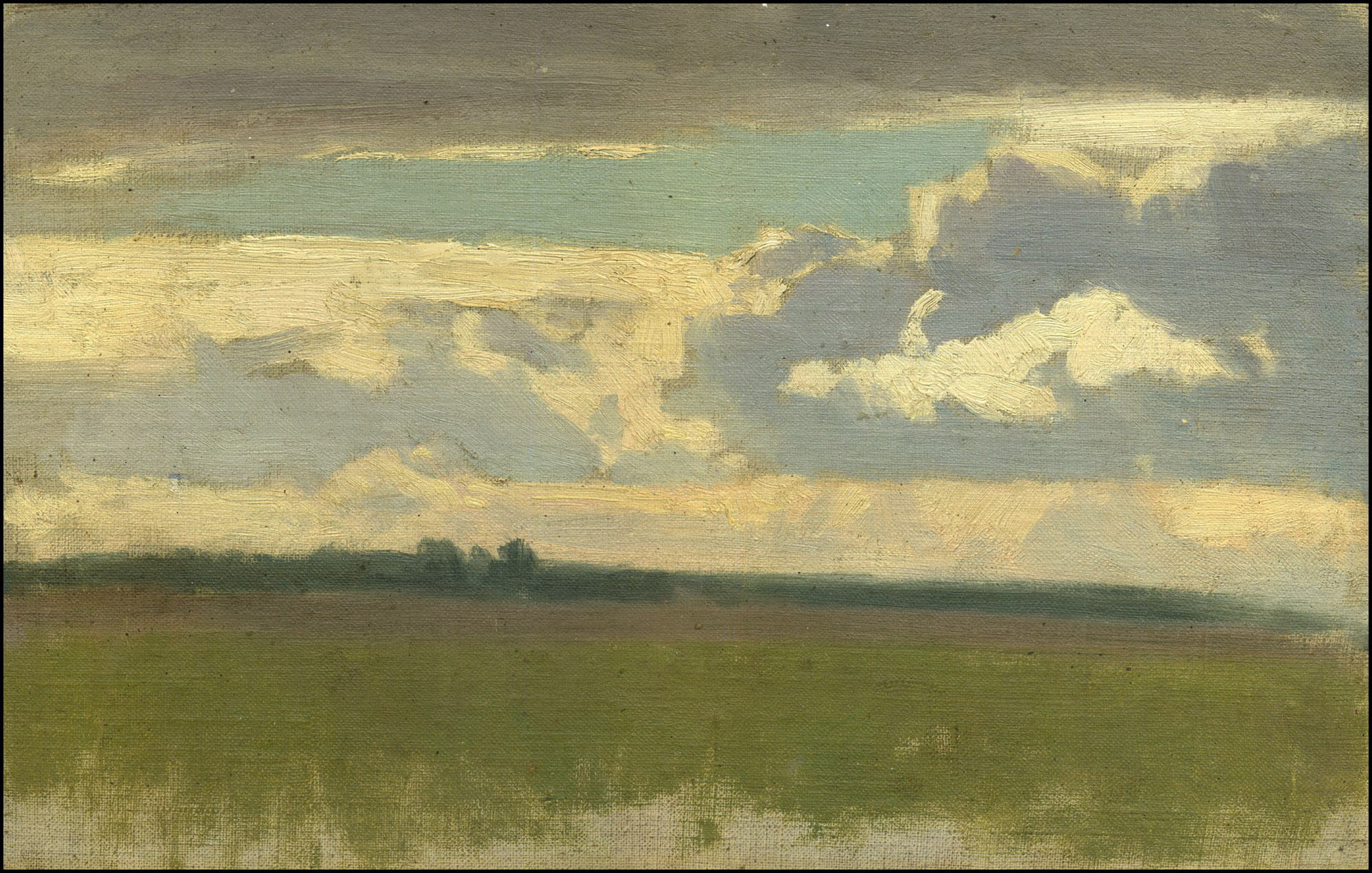
«Степовий етюд».
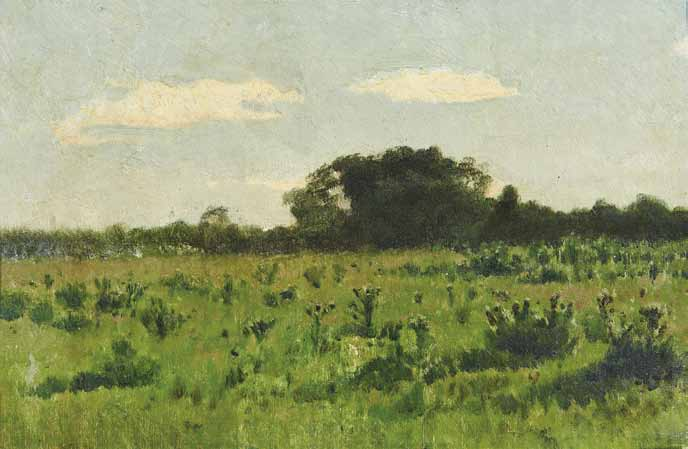
«Будяки».
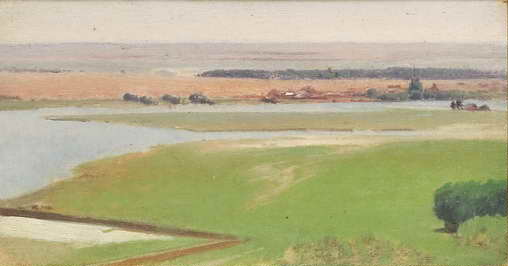
«Хутір на Сулі».
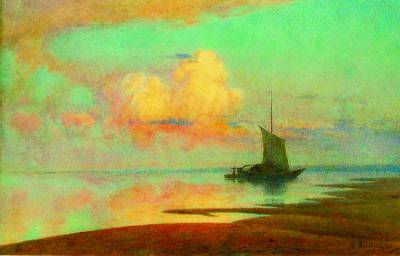
«На Волзі».
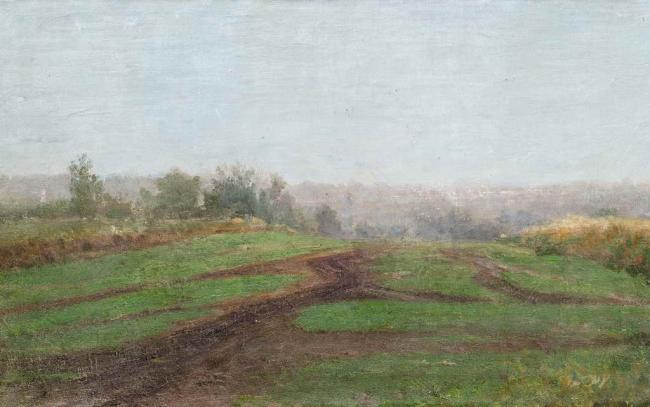
«Околиця».
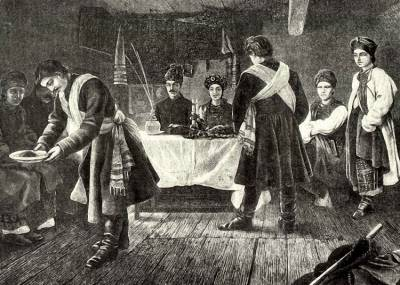
«Звичай. Хліб сіль».